# Julija Nikolajewna Obertas
Julija Nikolajewna Obertas (russisch Юлия Николаевна Обертас; * 19. Juni 1984 in Dnipropetrowsk, Ukrainische SSR, Sowjetunion) ist eine ehemalige russische Eiskunstläuferin.
Julija Obertas begann im Alter von fünf Jahren mit dem Eiskunstlaufen. Bis zum Jahr 2000 repräsentierte Julija Obertas die Ukraine und lief zusammen mit Dmitri Palamartschuk. 2000 zog sie dann nach Russland um und startete fortan für den Jubilejni Sportklub in Sankt Petersburg. Ihr neuer Partner war Alexei Sokolow. Schon im Jahr 2003 wechselte sie den Partner erneut. Jetzt bildet sie mit Sergei Slawnow ein Eiskunstlaufpaar. Sie werden seit Herbst 2006 wieder von ihrer früheren Trainerin Ljudmila Welikowa betreut. Zeitweise trainierten sie bei Tamara Moskwina.
Das Paar wurde Vizeeuropameister 2005 im Eiskunstlauf der Sportpaare. Aufgrund einer Verletzung Obertas’ konnte sich das Paar nicht für die WM 2007 qualifizieren, pausierte zunächst in der Saison 2007/08 und ist seither nicht mehr in Erscheinung getreten.

## Erfolge/Ergebnisse im Paarlauf

### Olympische Winterspiele
- 2006 – 8. Rang mit Sergej Slawnow

### Weltmeisterschaften
- 1999 – 11. Rang mit Dmitri Palamartschuk
- 2000 – zurückgezogen mit Dmitri Palamartschuk

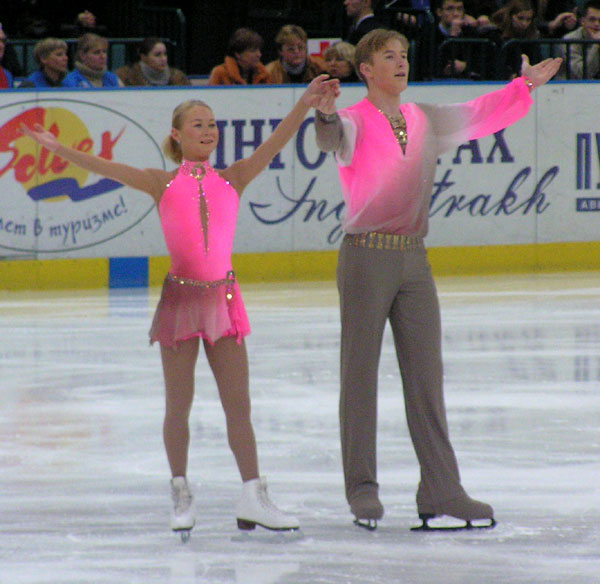
Obertas & Slawnow

- 2003 – 8. Rang mit Alexei Sokolow
- 2004 – 7. Rang mit Sergei Slawnow
- 2005 – 5. Rang mit Sergei Slawnow
- 2006 – 8. Rang mit Sergei Slawnow
- 2007 – nicht qualifiziert

### Europameisterschaften
- 1998 – 7. Rang mit Dmitri Palamartschuk
- 1999 – 6. Rang mit Dmitri Palamartschuk
- 2000 – 6. Rang mit Dmitri Palamartschuk
- 2003 – 5. Rang mit Alexei Sokolow
- 2004 – 4. Rang mit Sergei Slawnow
- 2005 – 2. Rang mit Sergei Slawnow
- 2006 – 4. Rang mit Sergei Slawnow
- 2007 – 4. Rang mit Sergei Slawnow

### Juniorenweltmeisterschaften
- 1998 – 1. Rang mit Dmitri Palamartschuk
- 1999 – 1. Rang mit Dmitri Palamartschuk
- 2000 – 2. Rang mit Dmitri Palamartschuk

### Ukrainische Meisterschaften
- 1999 – 1. Rang mit Dmitri Palamartschuk
- 2000 – 1. Rang mit Dmitri Palamartschuk

### Russische Meisterschaften
- 2001 – 4. Rang mit Alexei Sokolow
- 2002 – 4. Rang mit Alexei Sokolow
- 2003 – 3. Rang mit Alexei Sokolow
- 2004 – 3. Rang mit Sergei Slawnow
- 2005 – 3. Rang mit Sergei Slawnow
- 2006 – 2. Rang mit Sergei Slawnow
- 2007 – 2. Rang mit Sergei Slawnow